# Gloria al Bravo Pueblo
«Gloria al Bravo Pueblo» es una composición musical patriótica venezolana de 1816, la cual fue establecida como himno Nacional de Venezuela el 25 de mayo de 1881 por el presidente Antonio Guzmán Blanco.
En cuanto a su composición, la letra y música han sido históricamente atribuidas, respectivamente, a Vicente Salias y Juan José Landaeta, fue escrito originalmente alrededor de 1810 como un himno patriótico. Posteriores modificaciones oficiales han sido las de Eduardo Calcaño (1881), Salvador Llamozas (1911) y Juan Bautista Plaza (1947). Esta última es la usada oficialmente en la actualidad.
Se ha dicho que la melodía ya era conocida como «La marsellesa venezolana» desde 1840. En los últimos años, la partitura más antigua publicada de la pieza que ha sido localizada hasta el momento (1874) señala que el verdadero autor de la letra fue Andrés Bello, y que la música habría sido compuesta por Lino Gallardo. Sin embargo, esta teoría no ha podido ser comprobada del todo; aunque lo cierto es que tanto Juan José Landaeta como Lino Gallardo pertenecían a la «Escuela de Música de Caracas», actividad central del «Oratorio Arquidiocesano de Caracas», fundado por el Padre Sojo.

## Himno de la República Bolivariana de Venezuela
Coro
Gloria al bravo pueblo
Que el yugo lanzó
La Ley respetando
La virtud y honor
(Bis)
..        I
¡Abajo cadenas! (bis)
Gritaba el Señor (bis)
y el pobre en su choza
libertad pidió
A este santo nombre (bis)
tembló de pavor
el vil egoísmo
que otra vez triunfó. (bis)
Coro
II
Gritemos con brío: (bis)
"¡Muera la opresión!" (bis)
Compatriotas fieles,
la fuerza es la unión;
y desde el Empíreo (bis)
el Supremo Autor,
un sublime aliento
al pueblo infundió. (bis)
Coro
III
Unida con lazos (bis)
que el cielo formó (bis)
la América toda
existe en nación;
y si el despotismo (bis)
levanta la voz,
seguid el ejemplo
que Caracas dió. (bis)
Coro

## Historia

### Revolución del 19 de abril de 1810

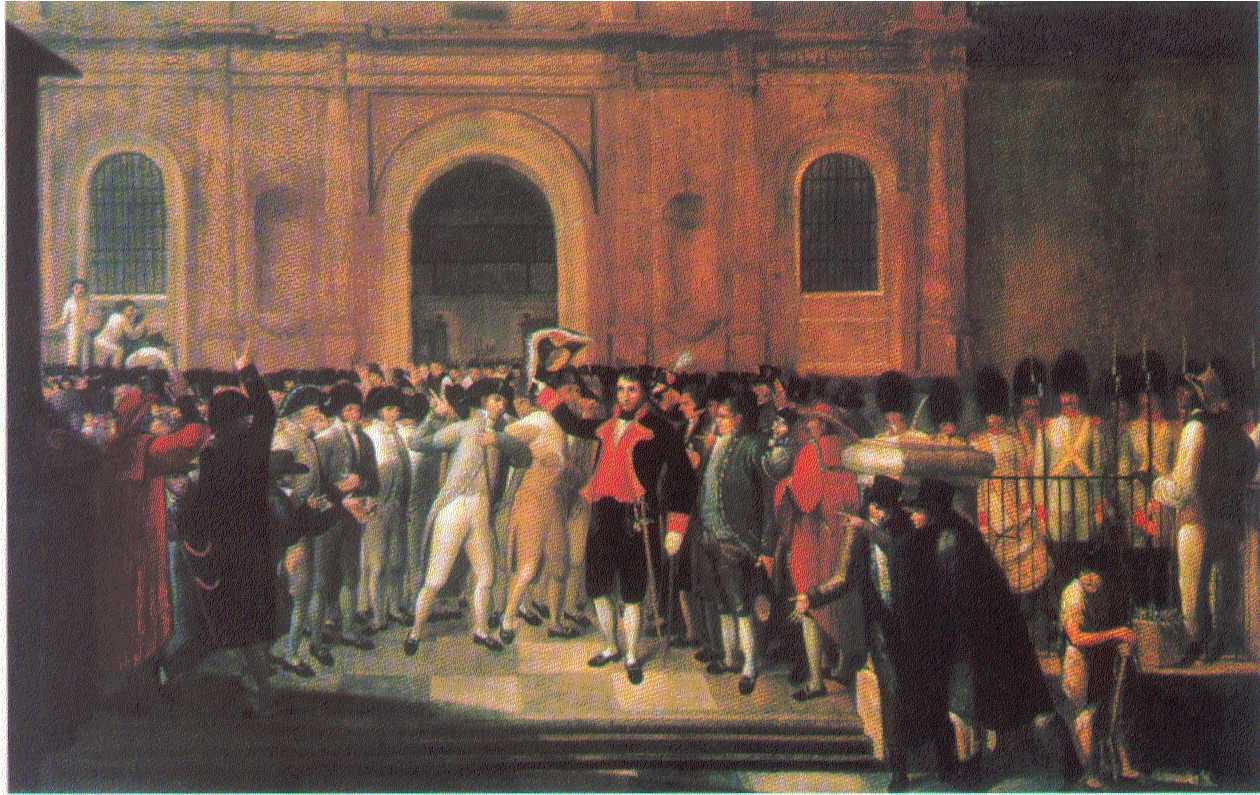
Revolución del 19 de abril de 1810.

Constituida la Sociedad Patriótica en Caracas a raíz de los sucesos del 19 de abril de 1810, sus miembros, durante una de sus reuniones, entusiasmados por el éxito de la primera canción patriótica ("Caraqueños, otra época empieza"), con letra de Andrés Bello y música de Cayetano Carreño, sugirieron la proposición de que la Sociedad lanzara también una canción que estimulara el ánimo. El médico y poeta Vicente Salias, improvisó allí mismo las primeras estrofas del Himno Nacional: Gloria al Bravo Pueblo.

### Establecimiento como Himno Nacional de Venezuela

Bandera de Venezuela desde el año 1861 hasta 1905.

Pasado el período de la Independencia, este canto siguió prendido en la mente del pueblo y se convirtió, por común aceptación, en la «canción nacional» aunque careciese de sanción oficial. El manuscrito de su música más antiguo que se conoce data de mediados del siglo XIX, según el historiador José Antonio Calcaño, quien lo reproduce en su libro La ciudad y su música. En él no se menciona autor, pero figura como título lo siguiente: «Núm. 1.- Violín. Canción Nacional: Gloria al Bravo Pueblo. Paso redoblado». 
En su número del 18 de abril de 1868, el periódico caraqueño El Federalista reprodujo la letra del Gloria al Bravo Pueblo. El mismo periódico, al reseñar el día 20 de abril de ese mismo año las fiestas con que fue conmemorado el día anterior en la capital el 58.º aniversario del 19 de abril de 1810, mencionaba que "en los salones de la Universidad y en presencia de numeroso público, antes de los discursos, una «música marcial» ejecutó varias piezas, entre ellas el Himno Nacional".
Por encargo del Presidente Guzmán Blanco, el Dr. Eduardo Calcaño, valioso compositor y músico, cumplió idóneamente la tarea de fijar el texto musical del Himno, lo cual hizo conservando la brillantez marcial de la melodía, sin pretender alterarlo ni darle otra expresión.
El 25 de mayo de 1881, el Gloria al Bravo Pueblo quedó consagrado definitivamente como Himno Nacional de Venezuela, por medio de un decreto emitido por el entonces Presidente, Antonio Guzmán Blanco. Después de este decreto y de las publicaciones del Himno Nacional que se hicieron en 1883, se elaboró en 1911 una nueva edición oficial en conmemoración del centenario de la independencia, que fue encomendada a Salvador Llamozas. En 1947, otra edición oficial fue confiada a Juan Bautista Plaza, «...quien -escribe José Antonio Calcaño- hizo una buena labor de revisión del texto y le suprimió una introducción que le habían añadido antes y que no tenía razón de ser...» 
El artículo 13 de la Ley de Bandera, Escudo e Himno Nacionales del 17 de febrero de 1954 determina del modo siguiente los casos en que debe ser tocado el Himno Nacional: 
«1.º: Para tributar honores a la Bandera Nacional.
2.º: Para rendir homenaje al Presidente de la República.
3.º: En los actos oficiales de solemnidad.
4.º: En los actos públicos que se lleven a efecto en los Estados Unidos y Territorios de la República para la conmemoración de las fechas históricas de la Patria, y en aquellos que determine el Reglamento de la presente Ley.
5.º: En los casos que prevean otras leyes de la República».
En algunos actos de carácter cultural o cívico, el Himno, en vez de ser ejecutado musicalmente, es cantado por un conjunto coral. Las estaciones de radio y televisión deben reproducir el Himno Nacional a las 6 de la mañana, a las 12 del mediodía (en las fechas patrias) y a las 12 de la medianoche, así como en el primer minuto de su transmisión luego de iniciado el primer día del nuevo año. Ello por disposición de la Ley RESORTE.

## Interpretación del himno
Grande fue el prestigio de esta canción patriótica, de cuyo impacto en los españoles se hace eco el Intendente del Ejército y Real Hacienda, quien informa al Supremo Ministerio de Hacienda- por documento fechado en Cádiz el 4 de julio de 1810-, lo siguiente: "pero lo más escandaloso fue que en las canciones alegóricas que compusieron e imprimieron de su independencia, convidaban a toda la América Española para hacer causa común, y que tomasen a los caraqueños por modelo para dirigir revoluciones". (Documento en el Archivo General de Indias, España). Dichos conceptos constituyen una atinada interpretación del sentido de la tercera estrofa del Gloria al Bravo Pueblo ...
«Unida con lazos que el cielo formó, la América toda existe en Nación, y si el despotismo levanta la voz seguid el ejemplo que Caracas dio».
Era ya por entonces el Gloria al Bravo Pueblo un canto patriótico. Durante el transcurrir de la contienda emancipadora las demás canciones patrióticas fueron perdiendo vigencia y poco a poco fueron olvidadas. Solo esta, con su síntesis de historia y visión del futuro, persistió.
«¡Abajo cadenas! Gritaba el señor, Y el pobre en su choza Libertad pidió».
Era el señor allí aludido, el rico, el emparentado o descendiente de condes y marqueses, el mantuano de vastas posesiones. Tanto ellos como el pobre ansiaban y pedían libertad. Era el pueblo todo, con su multitud de ricos y su muchedumbre de esclavizados pobres. Todos clamaban por la entonces inexistente libertad, a cuyo "santo nombre" se estremecían de terror los tiranos y los déspotas:
«A este santo nombre tembló de pavor el vil egoísmo que otra vez triunfó».
El egoísmo, la ambición de unos cuantos y poderosos representantes de la Monarquía; la explotación de la tierra y de sus hombres a lo largo de más de trescientos años de extorsión y coloniaje, la trata de negros, las distinciones de castas y todo un mundo de injusticias. Ante la libertad conquistada desaparecerían las opresoras cadenas.
Expresa la canción: «Y desde el Empíreo, el Supremo Autor un sublime aliento al pueblo infundió». Aquí, la admirable visión futurista de Vicente Salias anticipó que, en aquel ejército de héroes que más tarde comandaría Simón Bolívar y que realizaría inauditas proezas, latía una inspiración sublime y vibraba el fuego de la Libertad, supremo don del Creador. 
En cada estrofa se repiten los dos primeros versos y los dos últimos.
La frase que en el coro dice: «Gloria al Bravo Pueblo que el yugo lanzó» rinde homenaje y evoca a Caracas, la ciudad donde se fraguó y culminó el movimiento revolucionario que inició el fin de la dominación extranjera, a la vez que glorifica a su gente. 
Ya afianzada la vida republicana, se la denominó "Canción Nacional", demostrándose así la aspiración del pueblo por tenerla como símbolo de la patria, pues ninguno de los otros cantos podría ser tan apropiado como éste, que había vivido toda la epopeya de la gesta independentista.
Escrito y editado por: Samuel Joander Ariza Longa[cita requerida]

## Discrepancias sobre su autoría
Aunque no hay constancia expresa de ello, es probable que el Gloria al Bravo Pueblo hubiese sido ejecutado y creado en Caracas el 18 de abril de 1811, en ocasión de conmemorar el primer aniversario de la revolución de abril de 1810, con la participación de varias orquestas dirigidas por músicos-compositores como Juan José Landaeta, Cayetano Carreño, Lino Gallardo, José María Cordero y Juan Vicente González, entre otros.
En cuanto a sus autores, han surgido las más encendidas polémicas. Oficialmente se tiene a Juan José Landaeta como el inspirador y compositor, y Vicente Salias como autor de la letra. Sin embargo, algunos historiadores sostienen que el autor de la música fue don Lino Gallardo, quien fuera autor de otras célebres canciones patrióticas, y el humanista caraqueño Andrés Bello, quien compuso la letra de la canción "Caraqueños, otra época empieza" apenas ocurridos los hechos de abril de 1810. Sin detrimento de las anteriores, también existen dudas sobre la autoría de la melodía del estribillo, que resulta idéntica a una canción de cuna ("Duérmete mi niño..."), creada por una tal Petra Bolivar, que bien podría ser considerada ser la más popular en el país hasta finales el siglo XX, hecho que pudo contribuir a la rápida diseminación y aprendizaje del "Gloria al bravo pueblo..." desde el mismo momento de su composición.
Los esfuerzos de historiadores-musicólogos como José Antonio Calcaño, Juan Bautista Plaza y Rhazés Hernández López, entre otros, no pudieron establecer de un modo totalmente fehaciente la paternidad del Himno Nacional. La partitura manuscrita más antigua que se conserva (1840-45), no indica autores. Como dato relevante, en el reverso está la música del que para la época era el himno de Chile, país de residencia y ciudadanía de Andrés Bello en la fecha de datación de la pieza. Por otra parte, la partitura impresa y publicada más antigua que se conserva del "Gloria al bravo pueblo..." (1874) atribuye expresamente la música a Gallardo y la letra a Bello, idea defendida por Francisca de Paula Gallardo, hija de Lino, quien tenía 76 años en 1881, vivía entonces en Caracas, era católica devota y vocal anti-guzmancista (razón que pudo contribuir a negar oficialmente la autoría de su padre); también lo consideraba así el artesano Quintín Rengifo, nacido hacia 1810, y quien en su niñez había sido alumno de Gallardo. Esta tesis es favorecida por los estudios históricos y musicológicos de Alberto Calzavara así como por reconstrucciones posteriores basadas, sobre todo, en consideraciones musicológicas.